# Renaat De Ceulaer
Renaat De Ceulaer, s.c.i., né à Bouwel le 11 septembre 1929 et mort le 22 juillet 2015,, est un missionnaire belge de la Congrégation sacerdotale du Sacré-Cœur de Jésus. Il est enseignant et accomplit son travail missionnaire au Congo belge devenu ensuite indépendant en 1960. Il a surtout travaillé à Stanleyville, Basoko et Bengamisa de 1955 à 1978. En 1964, vingt-huit de ses confrères sont tués par les rebelles Simbas. Le père De Ceulaer quant à lui a été menacé d'être exécuté, mais a été libéré à temps.

## Biographie
Renaat De Ceulaer a commencé son travail missionnaire en 1955 en tant qu'enseignant au collège de Stanleyville (aujourd'hui Kisangani). En 1958, il devient «père de brousse» à Basoko: il forme des catéchistes et leur rend visite dans des villages reculés. En 1959, ses supérieurs décident de lui faire reprendre l'enseignement, cette fois à l'Institut supérieur d'agriculture de Bengamisa. En 1960, avec l' indépendance du Congo, l'ambiance change. De nombreux Blancs sont obligés de partir et l'assassinat de Patrice Lumumba en 1961 provoque le début de la guerre civile.
En 1964, la rébellion Simba d'inspiration marxiste conquiert de grandes parties de l'est du Congo. Au début il y avait des messages rassurants, mais quand en août les pères et sœurs missionnaires sont arrêtés partout en masse (Pères blancs, Norbertins, Dominicains, Franciscains, etc.) et emmenés en camions à Stanleyville (Kisangani), Mgr Kinsch est à Rome, alors que Mgr Wittebols décide de rester sur place. Il sera assassiné.
Avec son confrère du village, le père Frans Paepen, Renaart De Ceulaer est arrêté par les rebelles Simbas en septembre 1964. Ils devaient être exécutés à Bengamisa: ils se sont tenus là devant un peloton d'exécution pendant 45 minutes. Ils se sont confessés mutuellement et se sont donné l'absolution, mais l'exécution échoue. Avec le père Bruggeman (de nationalité néerlandaise) et cinq religieuses, ils sont emmenés à Stanleyville en camion ouvert. Au pont sur la Tshopo, ils voient des cadavres que les Simbas ont jetés dans la rivière. Ils sont conduits à l'hôtel des Chutes où ils passent trois jours et trois nuits dans le hall principal avec quelques centaines de Belges. Les sœurs franciscaines de Stanleyville sont amenées de force dans cet hôtel. Les Simbas décident alors de transférer tous les pères et frères à l'internat des Maristes. Mgr Fataki, de nationalité congolaise, vient leur rendre visite régulièrement, ce qui n'est pas sans danger pour sa vie. Le 24 novembre 1964, les missionnaires sont libérés par les mercenaires de Bob Denard et transportés par avion en Belgique.
En octobre 1965, le père De Ceulaer est prêt à retourner à la mission de Kisangani (ancienne Stanleyville) quand on apprend que Mobutu, qui a pris le pouvoir, interdit le travail des missionnaires. En 1966, l'interdiction est levée ; le père De Ceulaer est de retour et devient curé de deux paroisses de Kisangani.
En 1978, le père De Ceulaer revient définitivement en Belgique. Il dirige le Centre des instituts missionnaires (CMI) de Bruxelles pendant trois ans et succède à Eddy Wynen comme procurateur en 1981. Au cours de son mandat à la Procure, il a créé à Bruxelles un musée missionnaire des prêtres du Sacré-Cœur de Saint-Quentin.

## Photographies

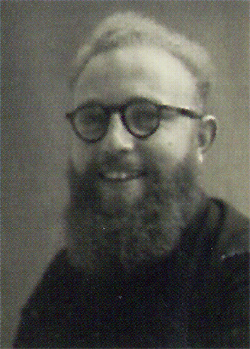
Renaat De Ceulaer missionnaire au Congo.
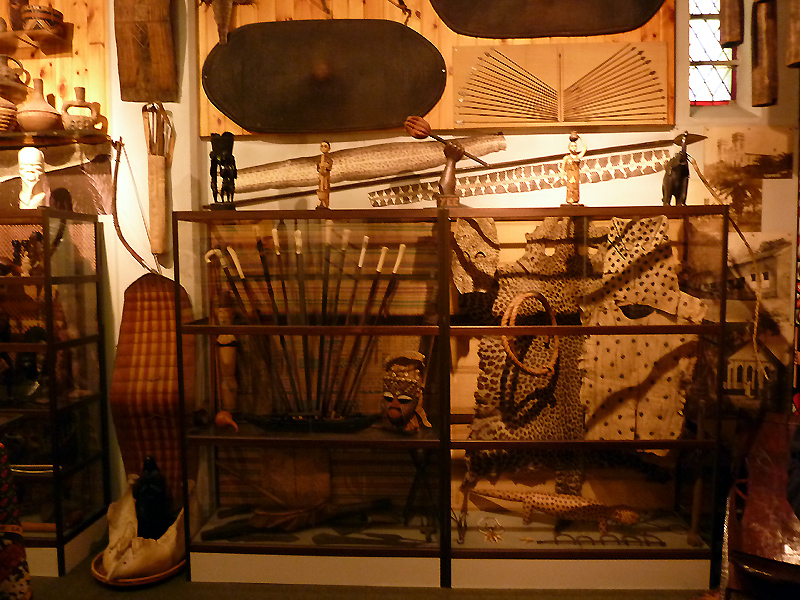
Musée des missions des prêtres du Sacré-Cœur de Bruxelles
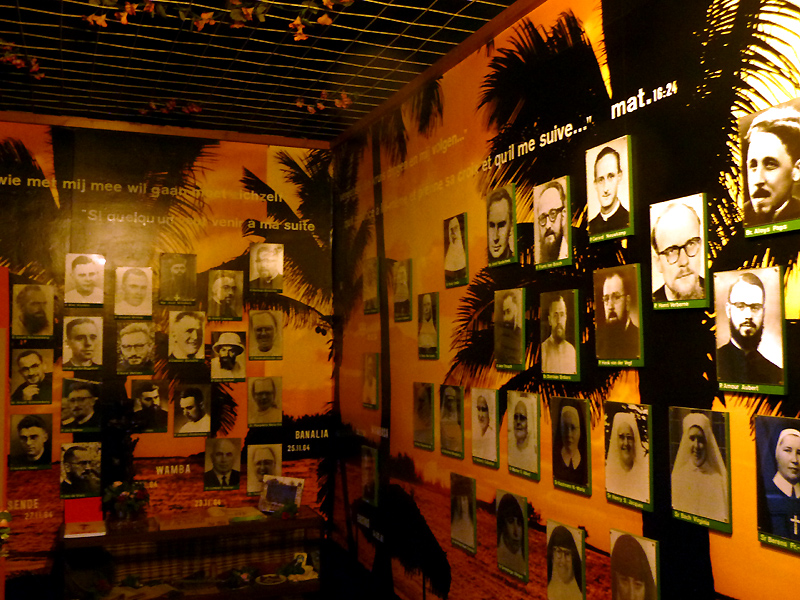
Musée des missions des prêtres du Sacré-Cœur de Bruxelles
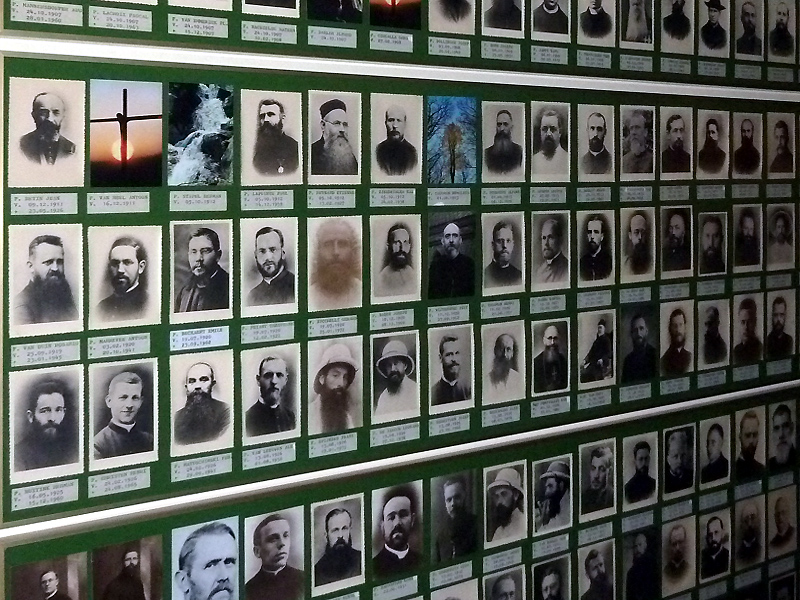
Musée des missions des prêtres du Sacré-Cœur de Bruxelles
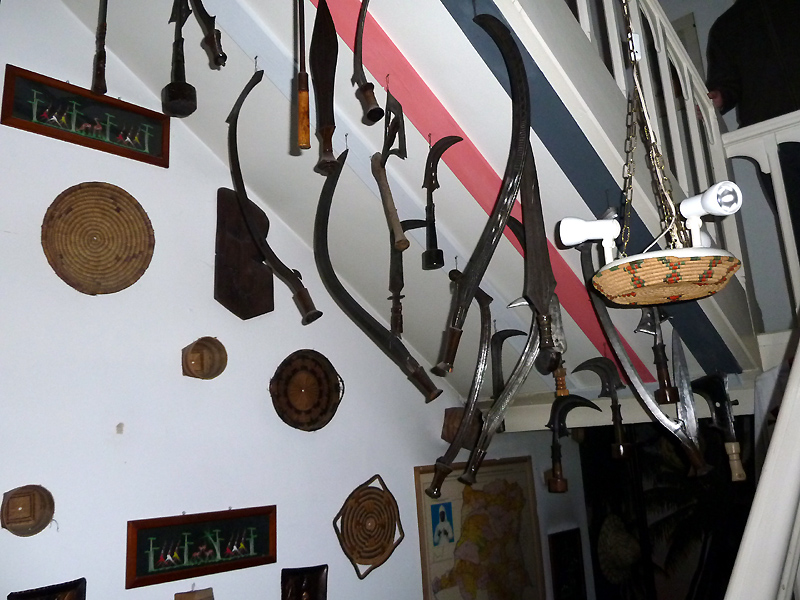
Musée des missions des prêtres du Sacré-Cœur de Bruxelles